# 키포틸라피아 프론토사
키포틸라피아 프론토사(Cyphotilapia frontosa)는 탕가니카호의 고유종 시클리드이다. 현지에서는 식용하지만, 한국을 비롯한 서구권에는 관상어로 수입하는 어류이다. 프론토사로 불린다. 크기는 40cm이고 수심 30~50m의 저면에 살며 알과 치어를 입 속에 넣어 보호하는 마우스브리더이다. 프론토사라는 이름은 "큰 이마"라는 뜻이고 이름처럼 성숙한 수컷의 이마에 혹이 크게 부풀어오르지만, 다른 시클리드들과 달리 프론토사는 암컷도 이마에 혹이 발달하기 때문에 혹으로 암수구별을 하는 방법은 효과적이지 못하다.

## 지역변이
프론토사는 채집되는 지역에 따라서 형질이 다른 변종이 다양하게 존재한다.
- 브룬디
- 키고마:일곱줄 프론토사
- 이콜라
- 모바
- 블루 포인트
- 자이레 블루
- 잠비아
- 음핌브웨

## 사진

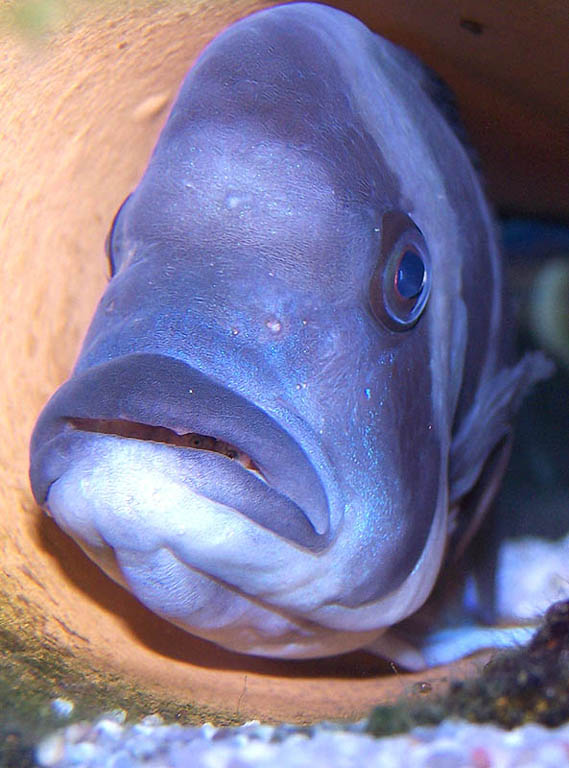
새끼들을 입 속에 품고 있는 어미 프론토사
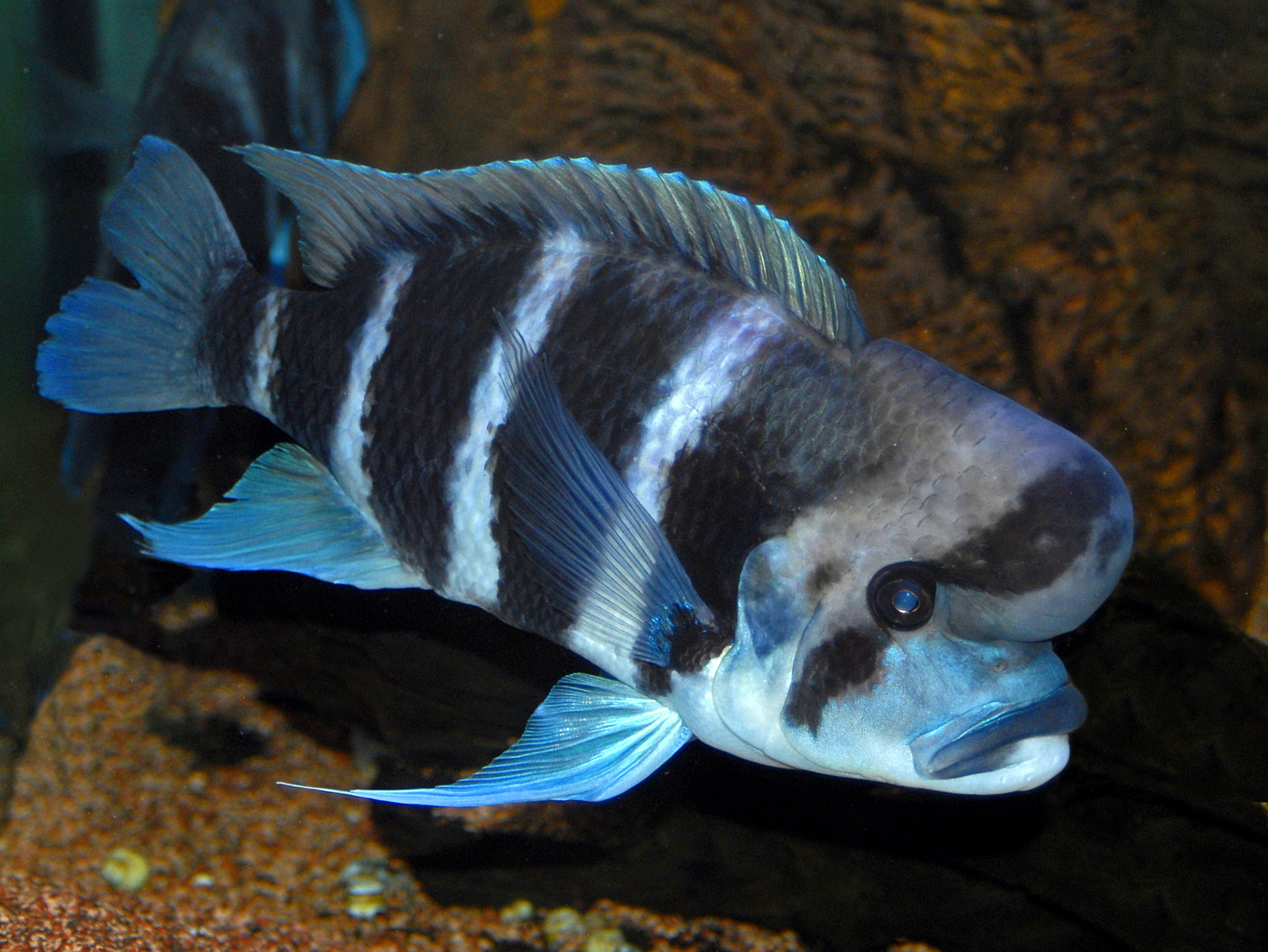

## 같이 보기
- 토레토케팔루스
- 틸라피아